# Yiğit Emre Çeltik
Yiğit Emre Çeltik (İzmir, 7 april 2003) is een Turks voetballer die als middenvelder speelt.

## Carrière
Yiğit Emre Çeltik speelde in de jeugd van Bucaspor en Altınordu FK, waar hij op 17 juli 2020 zijn debuut in het eerste elftal maakte in de met 1-1 gelijkgespeelde uitwedstrijd tegen Menemenspor. In het seizoen 2020/21 kwam hij tot negen wedstrijden voor Altınordu, een club die bekend staat om het opleiden van talenten. Çeltik werd ook als groot talent gezien, en zodoende nam Fortuna Sittard hem in 2021 over en bood hem een contract aan tot medio 2026. Hij debuteerde voor Fortuna op 15 december 2021, in de met 2-0 verloren bekerwedstrijd tegen PSV. Hij kwam in de 75e minuut in het veld voor Tijjani Noslin. Behalve deze invalbeurt kwam hij niet in actie voor Fortuna en na een half jaar werd hij verhuurd aan het Poolse Podbeskidzie Bielsko-Biała. Na een half jaar verhuur nam deze club hem definitief over.

### Statistieken
| Seizoen                                   | Club              | Land               | Competitie     | Competitie | Competitie | Beker | Beker | Totaal | Totaal |
| Seizoen                                   | Club              | Land               | Competitie     | Wed.       | Dlp.       | Wed.  | Dlp.  | Wed.   | Dlp.   |
| ----------------------------------------- | ----------------- | ------------------ | -------------- | ---------- | ---------- | ----- | ----- | ------ | ------ |
| 2019/20                                   | Altınordu FK      | Vlag van Turkije   | TFF 1. Lig     | 1          | 0          | 0     | 0     | 1      | 0      |
| 2020/21                                   | Altınordu FK      | Vlag van Turkije   | TFF 1. Lig     | 8          | 0          | 1     | 0     | 9      | 0      |
| 2021/22                                   | Fortuna Sittard   | Vlag van Nederland | Eredivisie     | 0          | 0          | 1     | 0     | 1      | 0      |
| 2021/22                                   | → Podbeskidzie    | Vlag van Polen     | I liga         | 13         | 1          | 0     | 0     | 13     | 1      |
| 2022/23                                   | Podbeskidzie      | Vlag van Polen     | I liga         | 22         | 1          | 1     | 0     | 23     | 1      |
| 2023/24                                   | Kayserispor       | Vlag van Turkije   | Süper Lig      | 1          | 0          | 2     | 1     | 3      | 1      |
| 2024/25                                   | → Arnavutköy Bld. | Vlag van Turkije   | TFF 2. Lig     | 18         | 2          | 1     | 0     | 19     | 2      |
| Carrièretotaal                            | Carrièretotaal    | Carrièretotaal     | Carrièretotaal | 45         | 2          | 5     | 1     | 50     | 3      |
| Bijgewerkt tot en met het seizoen 2024/25 |                   |                    |                |            |            |       |       |        |        |